# Chryse Chaos
Il Chryse Chaos è una struttura geologica della superficie di Marte.